# 放下你的鞭子

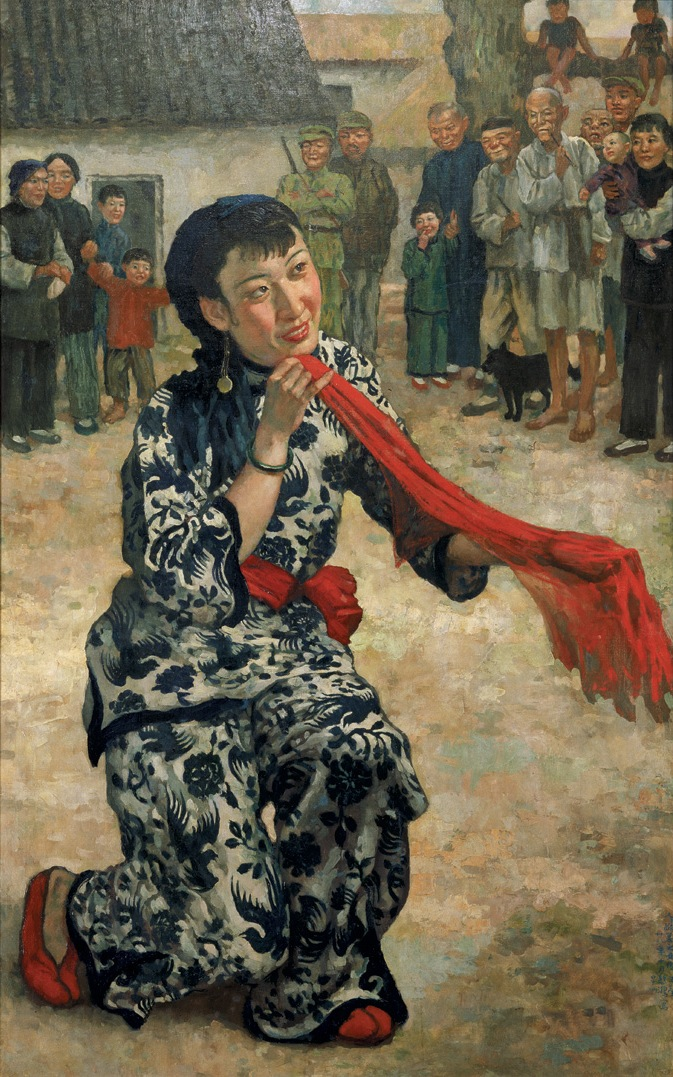
徐悲鸿根据王莹的表演所绘的油画

《放下你的鞭子》是中国抗日战争时期的一部爱国主义街头剧，最初是田汉根据德国作家歌德的小说改编的独幕剧，后来在抗日战争时期进一步被改编为街头剧。
该剧讲述了九一八事变以后，从中国东北沦陷区逃出来的一对父女以卖唱为生的故事。一日，女儿香姐歌至半途，因饥饿难熬而晕倒，老父即举起鞭子打她，观众中一人因愤怒而高呼“放下你的鞭子！”，夺下了皮鞭并询问原因。父女二人诉说了在东北遭受的苦难，引起众人愤慨。
1939年徐悲鸿在新加坡为此戏剧做同名油画。此画于2007年在香港以7200万港币成交，创下当时中国的油画拍卖最高纪录。